# Корзно
Ко́рзно (также ко́рзень) — мантия князей и знати Киевской Руси, которая накидывалась на кафтан, и застёгивался на правом плече запонкой с петлицами (фибула), плащ с меховой опушкой.
По покрою корзно — то же, что мятель, только мятель не был меховым.
Корзно появилось в результате римско-византийского влияния.
В «Святославовом Изборнике» 1073 года на великом князе изображено корзно «синего цвета с петлицами и обшивкой золотыми, застежкой и подкладкой красными». В летописи корзно впервые упоминается в 1147 году.
Упоминается в Лаврентьевской и Ипатьевской летописях. Происходит от славянского слова кързно (корьзно, кръзно, корозно).